# Josh Boswell
Joshua Bryan Boswell (nascido em 5 de fevereiro de 1985) em Los Angeles, Califórnia. É um ator americano e um gerente de vendas em Union Bank.

## Carreira como ator
Boswell atuou como Christian no álbum 21st Century Breakdown, do Green Day em 2009. Ele estrelou o vídeo da música 21 Guns. Ele também estrelou ao lado de Camilla Belle no vídeo da canção Lovebug do The Jonas Brothers no álbum A Little Bit Longer. Seus outros trabalhos incluem Boy Culture (2006), Resident Butch (2009) e Rising Sun (2012) e Game Changer (2015).

### 21st Century Breakdown
Joshua Boswell atou como impulsivo e auto-destrutivo Christian, nos vídeos de música para o álbum 21st Century Breakdown. O membro do Green Day Billie Joe Armstrong descreve Christian como:
| “            | "Eu olho para Christian e Gloria, e sou eu. Gloria é um lado: Esta pessoa tentando segurar esse sentimento de crença, ainda tentando fazer o bem. Considerando Christian, é profundo em seus próprios demônios e vitimiza-se sobre isso." | ” |
| — Billie Joe | |   |

## Filmografia
Filmes
- Resident Butch (2009) como Joe
- Boy Culture (2006) como Jovem Renaldo
- Rising Sun (2012) como Dean Armstrong
- Game Changer (2009) como Ele Mesmo

Televisão
- Jonas Brothers: The Making of Lovebug (2008) (TV) como Ele Mesmo
- 21st Century Breakdown (videos de música) como um impulsivo, auto-destrutivo Christian

## Carreira profissional
Em 14 de dezembro de 2013, Orith Farago de Studio City Patch, anunciou que Boswell juntou equipe empréstimos ao consumidor de varejo do banco Union como gerente de vendas produzindo no Vale de San Fernando. Baseado no ramo de Studio City do Union Bank, Boswell é responsável por auxiliar clientes com suas necessidades de hipotecas de casa, enquanto gerencia uma equipe de consultores de hipoteca. Grupo de empréstimos ao consumidor do Union Bank origina opções de hipotecas residenciais para atender uma variedade de necessidades de financiamento. Boswell relata a Vice-Presidente e Gerente Regional de Vendas Heidi Snyder. Antes de ingressar na Union Bank, Boswell serviu como um gerente de vendas com Wells Fargo Home Mortgage. Antes disso, atuou como gerente de filial com First Rate Financial. Ele é membro da Associação Nacional dos REALTORS® Burbank. Boswell atualmente atua no conselho de REBLS, uma tecnologia start-up.

## Ligações Externas
- Josh Boswell. no IMDb.
- Josh Boswell no LinkedIn